# Papozze
Papozze là một đô thị ở tỉnh Rovigo ở vùng Veneto của Ý, có khoảng cách khoảng 50 km về phía tây nam của Venezia và khoảng 20 km về phía đông nam của Rovigo. Tại thời điểm ngày 31 tháng 12 năm 2004, đô thị này có dân số 1.706 người và diện tích là 21,8 km².
Đô thị Papozze có các frazioni (các đơn vị cấp dưới, chủ yếu là các làng) Arginone, Borgo, Braglia, Campagnola, Corte Fustignona, Curicchi, La Bissara, Le Motte, Marcanta, Panarella, và Santi.
Papozze giáp các đô thị: Adria, Ariano nel Polesine, Berra, Corbola, Villanova Marchesana.